# Acrotona nigerrima
Acrotona nigerrima – gatunek chrząszcza z rodziny kusakowatych i podrodziny rydzenic.

## Taksonomia
Gatunek ten opisany został po raz pierwszy w 1850 roku przez Charlesa Nicholasa Aubé pod nazwą Homalota nigerrima.

## Morfologia

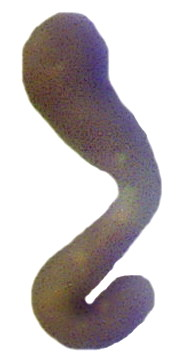
Spermateka samicy

Chrząszcz o wydłużonym ciele długości od 1,5 do 1,9 mm. Ubarwienie ma silnie lśniąco czarne z jaśniejszymi goleniami i stopami, ale bez rozległych rozjaśnień na szczycie odwłoka. Czułki są krótkie, stosunkowo grube, o członie drugim znacznie dłuższym niż trzeci, a członie przedostatnim niemal dwukrotnie szerszym niż dłuższym. Punktowanie na głowie i przedpleczu jest drobne i przeciętnie gęste. Przedplecze jest półtorakrotnie szersze niż dłuższe. Owłosienie na całej długości jego linii środkowej skierowane jest prosto ku tyłowi. Pokrywy są punktowane silniej i chropowato. Na tle innych przedstawicieli rodzaju A. nigerrima wyróżnia się zaokrąglonym i na szczycie ściętym wyrostkiem międzybiodrowym śródpiersia oraz odseparowanymi biodrami środkowej pary. Środkowa para odnóży charakteryzuje się silnymi szczecinkami bocznymi goleni, dłuższymi niż szerokość tychże. Długość pierwszego członu stóp tylnej pary nie jest większa niż drugiego. Odwłok zwęża się ku tyłowi. Szagrynowanie na piątym z kompletnych tergitów odwłoka tworzone jest przez siateczkę o mniej lub bardziej gwiaździstych, nigdy silnie poprzecznych oczkach.

## Ekologia i występowanie
Owad znajdowany m.in. w przegrzybiałych pniakach.
Gatunek o szerokim zasięgu afroeurazjatyckim z centrum rozsiedlenia w rejonie śródziemnomorskim. W Afryce wykazany został z Wysp Kanaryjskich, Maroka, Egiptu oraz krainy etiopskiej. W Europie znany jest z Portugalii, Hiszpanii, Francji, Szwajcarii, Włoch, Słowacji, Węgier, Albanii i Bułgarii; jedyny pewniejszy rekord z Polski pochodzi z początku XX wieku z Jury Krakowsko-Częstochowskiej. W Azji owad notowany z Gruzji, Azerbejdżanu, Kazachstanu, Jemenu oraz indyjskich stanów Himachal Pradesh i Uttar Pradesh.